# Emmanuel Noblet
Pour les articles homonymes, voir Noblet.
Emmanuel Noblet est un acteur et metteur en scène français.

## Biographie
Pendant ses études de droit, Emmanuel Noblet découvre la ligue d'improvisation théâtrale, le café-théâtre. Il remporte le premier concours d’éloquence Oratio des étudiants en droit de Rouen et entre en 1998 au Conservatoire de Rouen puis au Centre dramatique national de Limoges.
Il interprète Racine, Corneille, Molière, Shakespeare, Marivaux, Jean-Luc Lagarce dans des mises en scène de Catherine Hiegel, Côme de Bellescize...
En 2015, il adapte dans un seul en scène le roman de Maylis de Kerangal, Réparer les vivants, qu'il joue et met en scène au Festival d'Avignon Off puis en tournée. Il reçoit en 2017 le Molière seul(e) en scène,.

## Filmographie

### Cinéma
- 2004 : Face ou pile de Patrick Chesnais, court métrage
- 2009 : La Peau de l'ours de Valentin Morel, court métrage
- 2011 : La Conquête de Xavier Durringer : Bruno Le Maire
- 2012 : Blainville-sur-Mer d'Emmanuel Noblet et David Chambille, court métrage
- 2013 : La Fille de nulle part de Jean-Claude Brisseau
- 2015 : Chic ! de Jérôme Cornuau : Gilbert Hostier
- 2016 : Corrida d'Éric Cayron, court métrage
- 2019 : Je ne sais pas si c'est tout le monde de Vincent Delerm : lui-même

### Télévision
- 2003 : Un goût de sel de Hélène Marini, téléfilm : le jeune homme ridicule
- 2006 : L'Affaire Villemin de Raoul Peck, série : Pierre Thomas
- 2008 : Scalp de Xavier Durringer, série : Yann
- 2008 : Le Sanglot des anges, série : François Dubreuil jeune
- 2010 : Au bas de l'échelle d'Arnaud Mercadier, téléfilm : Cyril
- 2012 : Nicolas Le Floch, épisode L'affaire de la rue des Francs-Bourgeois : le chevalier d'Arcq
- 2012 : Crapuleuses de Magaly Richard-Serrano, téléfilm
- 2015 : Un parfum de sang de Pierre Lacan, téléfilm : Éric Versini
- 2015 : Dix pour cent, épisode Line et Françoise
- Depuis 2017 : L'Art du crime, série créée par Angèle Herry et Pierre-Yves Mora : Hugo Prieur
- 2021 : La Faute à Rousseau (mini-série, épisode Margaux et la Vérité) d'Adeline Darraux et Octave Raspail : Le père de Margaux

## Théâtre

### Comédien
- 2003-2004 : Celle qui courait après la peur d'après Les Frères Grimm, adaptation Marc Dugowson, mise en scène Paul Golub, Théâtre 13
- 2004 : L’Ombre de Fanny Mentré, d'après Hans Christian Andersen, mise en scène Thierry Collet, Théâtre de Vanves
- 2006 : L'Illusion comique de Pierre Corneille, mise en scène Alain Bézu, Théâtre des Deux Rives
- 2007 : Le Baiser de la femme araignée de Manuel Puig, Yann Dacosta, MC93 Bobigny, tournée
- 2008 : L'Épreuve de Marivaux, mise en scène Sophie Lecarpentier, Théâtre 13, tournée
- 2009 : Le Jour de l’italienne ou les Vraies Confidences d'après L'Épreuve de Marivaux, mise en scène Sophie Lecarpentier, Théâtre de l'Œuvre, tournée
- 2010 : Drink me, Dream me d'après Les Aventures d'Alice au pays des merveilles et De l'autre côté du miroir de Lewis Carroll, mise en scène Yann Dacosta, Théâtre des Deux Rives, tournée
- 2010 : Le Tableau de Victor Slavkine, mise en scène Yann Dacosta, Théâtre de la Haute-Ville (Granville)
- 2012 : Le Bourgeois gentilhomme de Molière et Jean-Baptiste Lully, mise en scène Catherine Hiegel, CADO, Théâtre de la Porte-Saint-Martin, tournée
- 2014 : Sugar Lake de Lee Blessing, mise en scène Béatrice Agenin, Théâtre le Petit-Chien (Avignon)
- 2015-2020 : Réparer les vivants d'après Maylis de Kerangal, adaptation et mise en scène Emmanuel Noblet, Festival d'Avignon Off, Théâtre du Rond-Point, tournée
- 2018 : Littoral de Wajdi Mouawad, mise en scène Simon Delétang, Théâtre du Peuple, (Bussang)
- 2018-2019 : Le Jeu de l'amour et du hasard de Marivaux, mise en scène Catherine Hiegel, Théâtre de la Porte Saint-Martin, tournée
- 2019 : Les Beaux de Léonore Confino, mise en scène de Côme de Bellescize, Théâtre du Petit-Saint-Martin
- 2022 : Richard II de William Shakespeare, mise en scène Christophe Rauck, Festival d'Avignon
- 2024 : Article 353 du Code pénal d'après Tanguy Viel, adaptation et mise en scène Emmanuel Noblet, Théâtre du Rond-Point

### Metteur en scène
- 2015-2020 : Réparer les vivants d'après Maylis de Kerangal, adaptation Emmanuel Noblet, Festival d'Avignon Off, Théâtre du Rond-Point, tournée
- 2015 : Et vivre était sublime, Maison de la Poésie
- 2016 : Boussole d'après Mathias Énard, adaptation	Emmanuel Noblet, Théâtre du Nord, (Lille)
- 2020 : Le Discours d'après le roman de Fabrice Caro, adaptation Emmanuel Noblet et Benjamin Guillard, tournée
- 2021 : VNR d'après le roman de  Laurent Chalumeau, adaptation Emmanuel Noblet, sur Directautheatre.com
- 2024 : Un état de nos vies de Lola Lafon, Théâtre du Rond-Point, tournée
- 2024 : Article 353 du Code pénal d'après Tanguy Viel, , adaptation Emmanuel Noblet, Théâtre du Rond-Point
- 2025 : Encore une journée divine d'après Denis Michelis, adaptation Emmanuel Noblet, Théâtre des Bouffes-Parisiens

## Distinction
- Molières 2017 : Molière seul(e) en scène pour Réparer les vivants, d'après Maylis de Kerangal, mise en scène Emmanuel Noblet,  centre dramatique national de Normandie-Rouen